# 7 Pułk Piechoty (austro-węgierski)

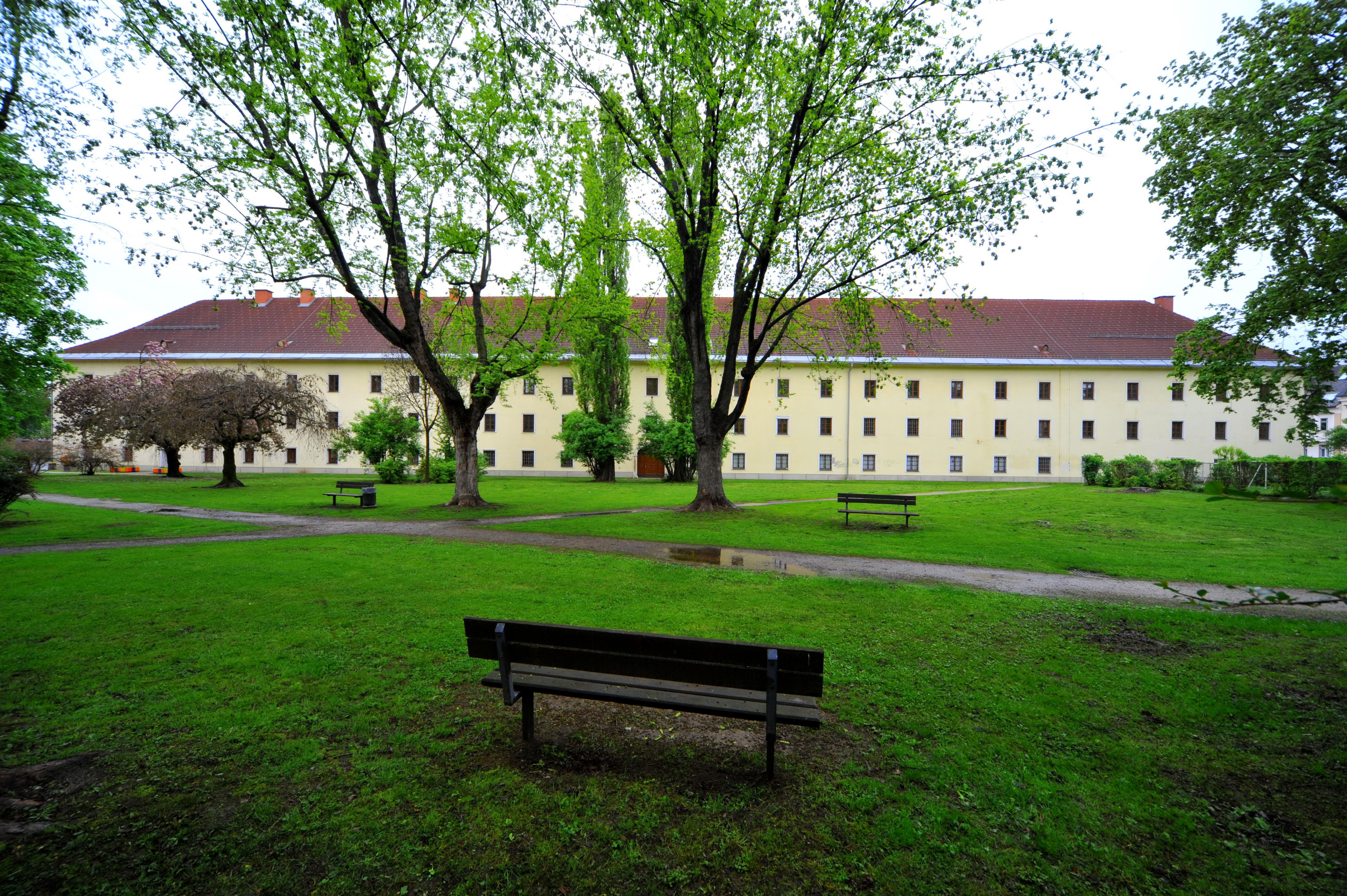
Białe koszary w Klagenfurcie

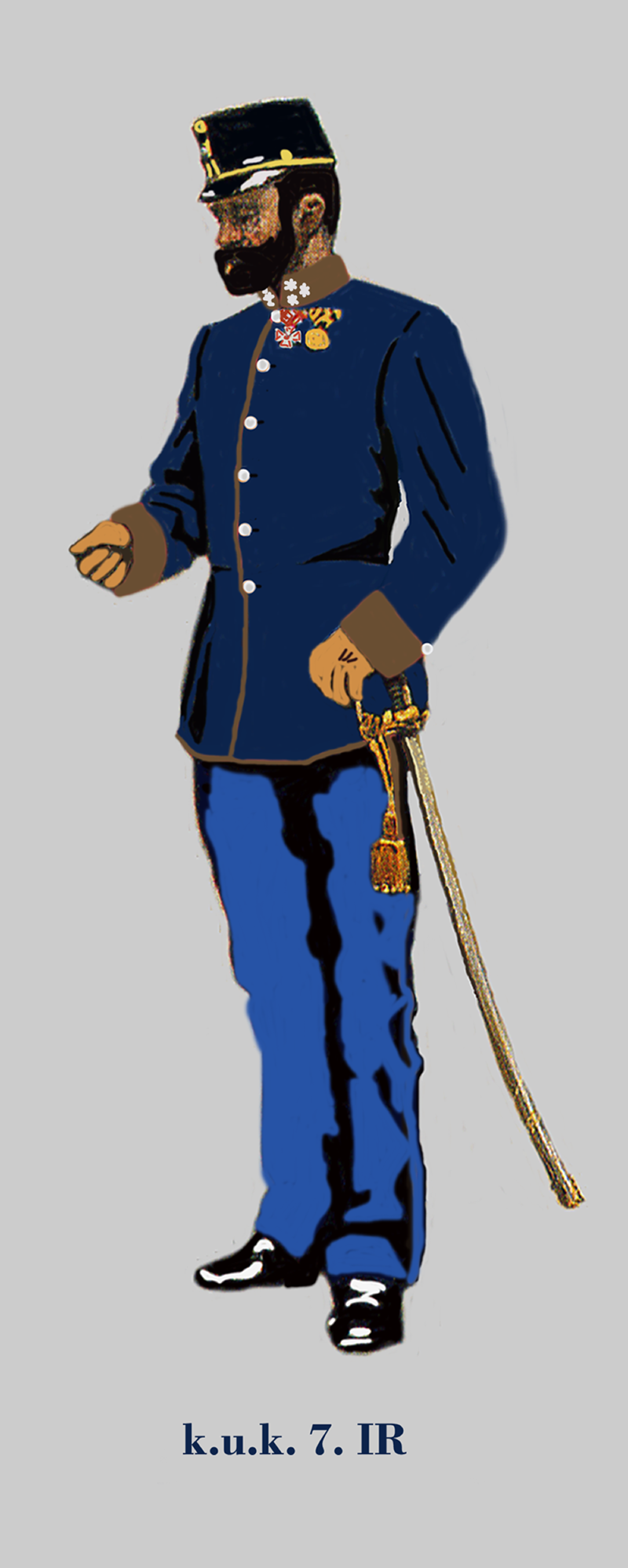
Kapitan IR. 7 w mundurze służbowym

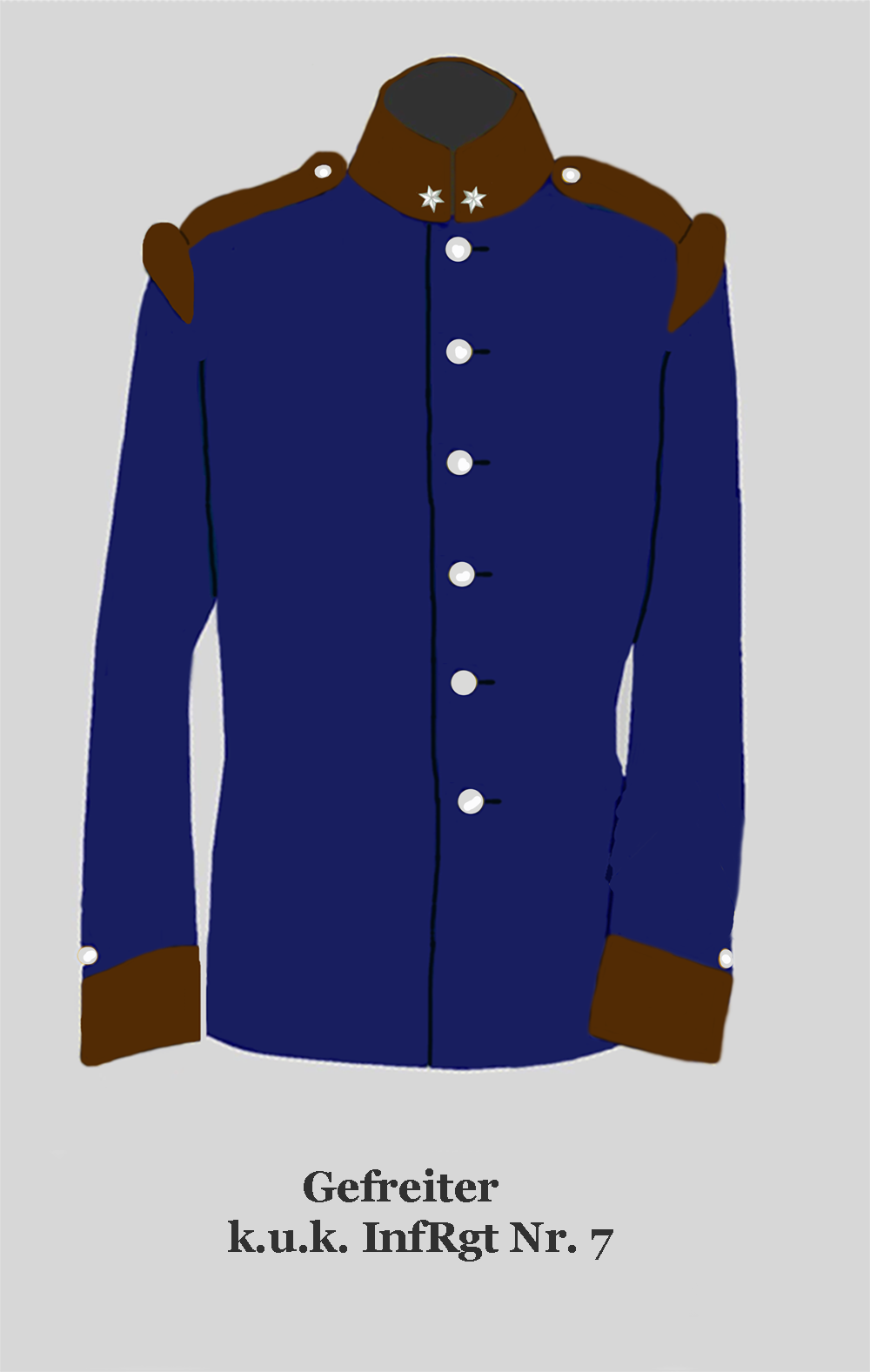
Kurtka munduru gefrajtra IR. 7

Karyncki Pułk Piechoty Nr 7 (IR. 7) – pułk piechoty cesarskiej i królewskiej Armii. 

## Historia pułku
Pułk został utworzony w 1691 roku.
Okręg uzupełnień nr 7 Klagenfurt na terytorium 3 Korpusu (w ówczesnym Księstwie Karyntii).
W 1888 roku pułk otrzymał na „wieczne czasy” imię marszałka polnego Ludwiga Andreasa Khevenhüller zu Aichelberg und Frankenburg (1683–1744).
Kolory pułkowe: ciemnobrązowy (dunkelbraun), guziki srebrne.
W 1873 roku sztab pułku stacjonował w Innsbrucku, a komenda rezerwowa i stacja okręgu uzupełnień w Klagenfurcie.
Do 1893 roku cały pułk stacjonował w Klagenfurcie i wchodził w skład 12 Brygady Piechoty należącej do 6 Dywizji Piechoty.
W 1893 roku pułk został przeniesiony do Grazu z wyjątkiem 4. batalionu, który pozostał w Klagenfurcie, i włączony w skład 11 Brygady Piechoty należącej do tej samej dywizji.
W 1900 roku 4. batalion został przeniesiony z Klagenfurtu do Grazu, a na jego miejsce do Klagenfurtu został skierowany 2. batalion.
W latach 1900–1914 pułk stacjonował w Grazu z wyjątkiem 2. batalionu w Klagenfurcie.
W 1914 roku pułk nadal wchodził w skład 11 Brygady Piechoty w Grazu należącej do 6 Dywizji Piechoty.
W czasie I wojny światowej w szeregach pułku walczył m.in. Wojciech Blicharski i Władysław Starzecki.

## Szefowie pułku
Kolejnymi szefami pułku byli:
- FML Franz Xaver Harrach zu Rohrau (1774 – †15 II 1781),
- FML Karl Friedrich von Schröder (1783 – †22 V 1809),
- FM wielki książę Würzburga i Toskanii Ferdynand III (1809 – †18 VI 1824),
- FM Christoph von Lattermann (1824 – †5 X 1835),
- GdK Franz Adolf Prohaska von Guelphenburg (1835 – †20 VIII 1862),
- FZM Joseph Maroičić di Madonna del Monte (1862 – †17 X 1882),
- FZM Hermann Dahlen von Orlaburg (1883 – †15 XI 1887),
- GdI Johann von Schemua (od 1910)[5].

W latach 1809–1824, gdy szefem pułku był wielki książę Würzburga i Toskanii Ferdynand III, obowiązki drugiego szefa sprawował FZM Christoph von Lattermann.

## Komendanci pułku
- płk Emerich Kaiffel (1873[1])
- płk Johann Rungg ( – 1893 → komendant 1 Brygady Górskiej)
- płk Eduard Pierer von Esch (1893–1896 → komendant 16 Brygady Piechoty)
- płk Adalbert Wojtêch (1896–1901 → komendant 90 Brygady Piechoty Obrony Krajowej)
- płk Viktor Reitz von Reitzenegg (1901[4]–1905)
- płk Franz Paukert (1906–1909)
- płk Johann Fernengel (1910–1914[5])
- płk Otto Koschatzky (1914)